# Naprzemienne posiadanie piłki
Ten artykuł opisuje zagadnienie koszykarskie zgodne z normami FIBA.
Zasady w ligach NBA, NCAA lub innych mogą różnić się od tutaj przedstawionych.

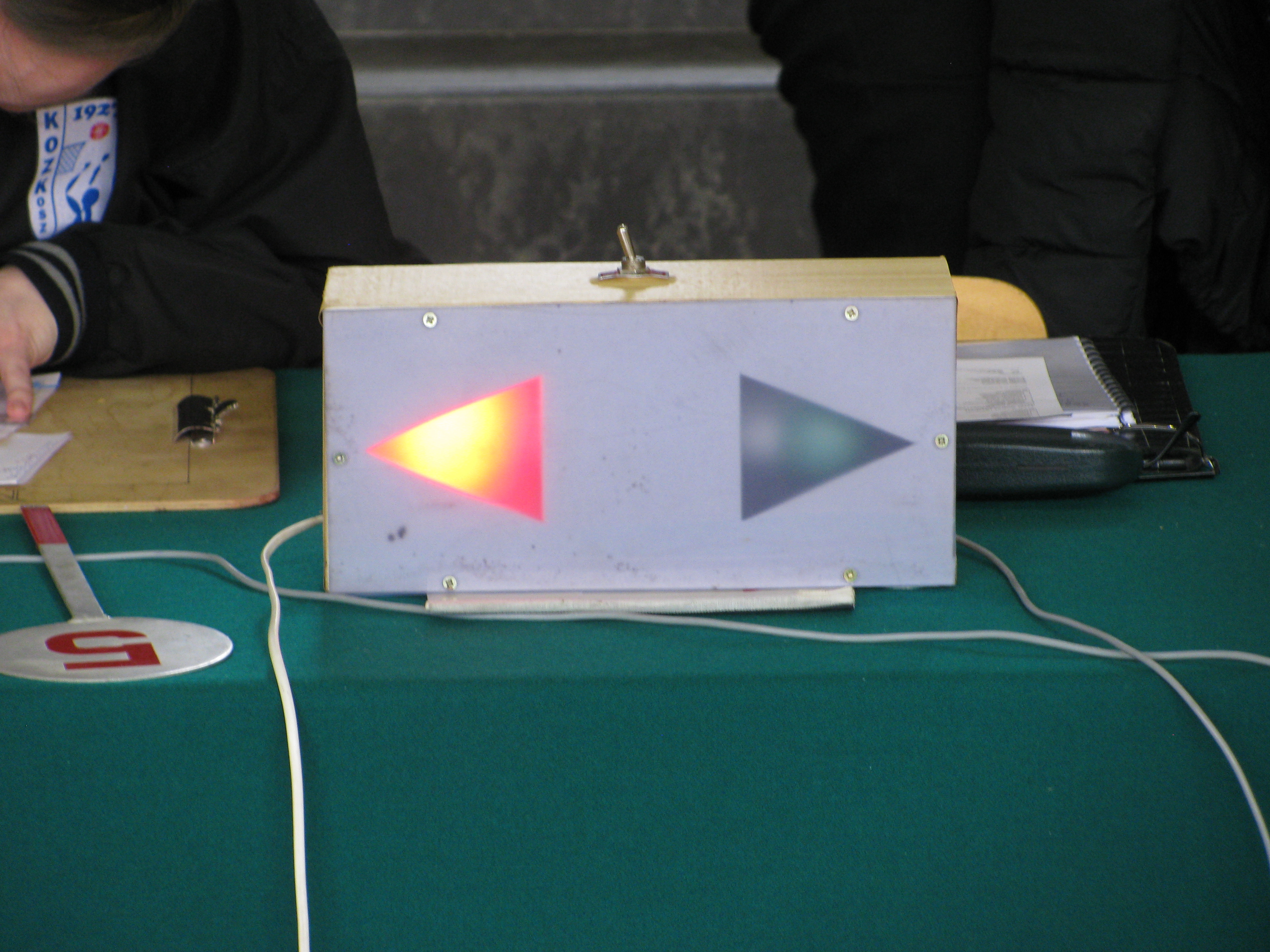
Strzałka naprzemiennego posiadania piłki w sytuacjach rzutu sędziowskiego – wersja elektryczna. Wadowice – półfinały mistrzostw Polski do lat 20 w koszykówce (8-10 lutego 2013).

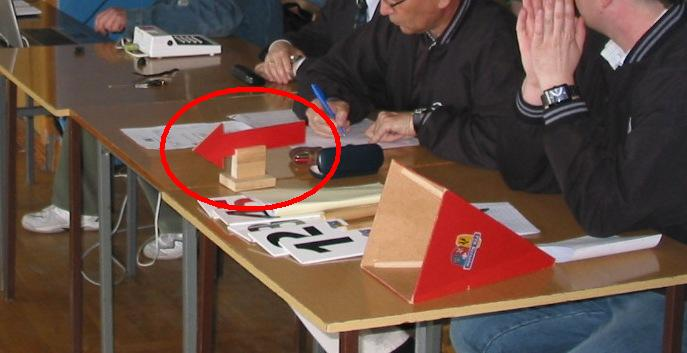
Najprostsza wersja strzałki (zaznaczona na czerwono) do wskazywania drużyny, która ma prawo do posiadania piłki w sytuacji rzutu sędziowskiego według zasady naprzemiennego posiadania piłki; zdjęcie wykonano na ćwierćfinałach mistrzostw Polski juniorów w 2010

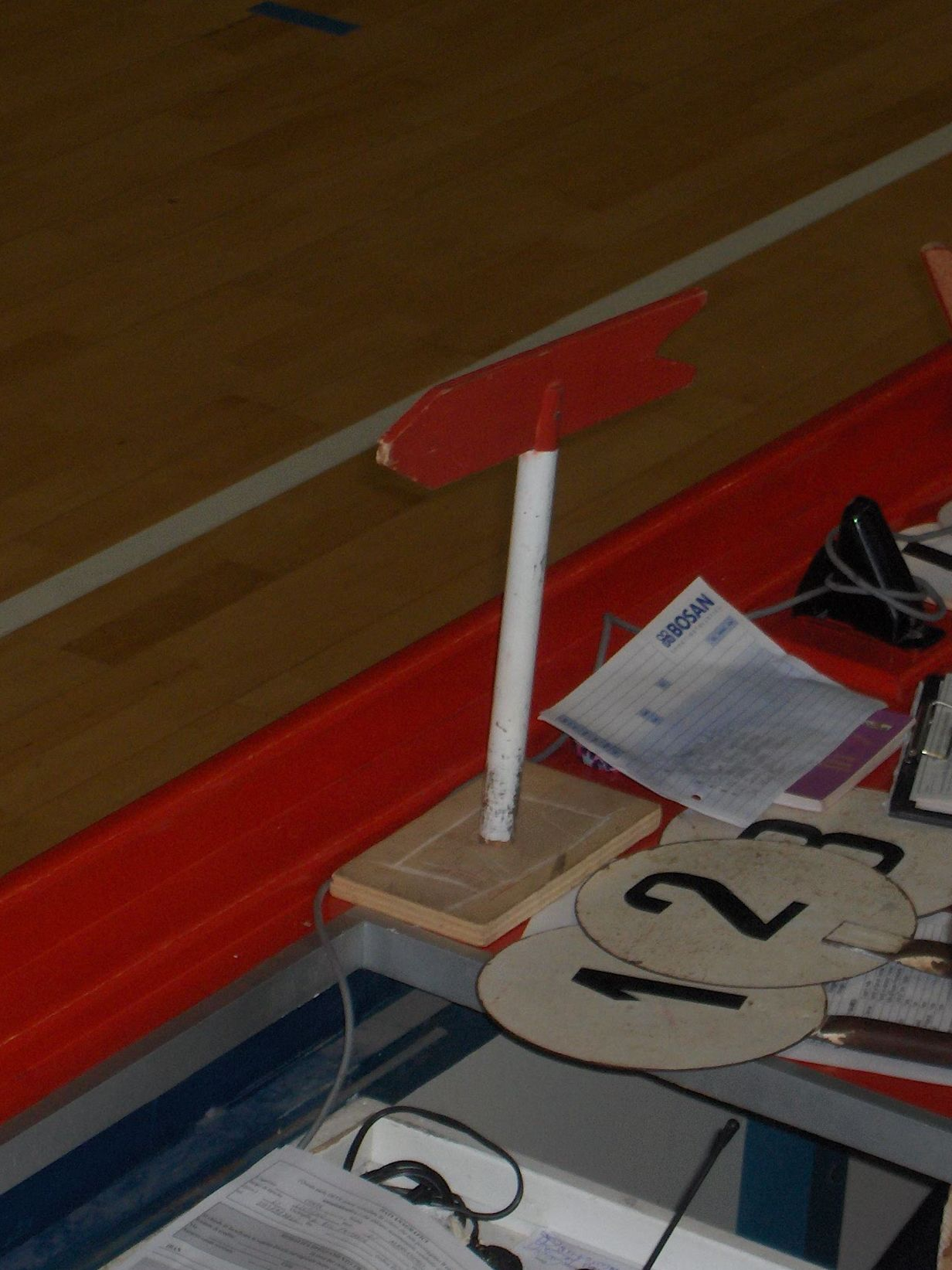
Strzałka naprzemiennego posiadania piłki we Włoszech

Zasada naprzemiennego posiadania piłki – to zasada w koszykówce wprowadzona w roku 2004, mająca na celu przyspieszenie (upłynnienie) gry poprzez zastąpienie rzutów sędziowskich naprzemiennym posiadaniem piłki przez drużyny w sytuacjach rzutu sędziowskiego. Wedle tej zasady piłka staje się żywa przez wprowadzenie z autu, a nie przez rzut sędziowski, który obecnie występuje tylko na rozpoczęciu pierwszej kwarty meczu koszykówki.

## Historia wprowadzenia zasady
Zasada naprzemiennego posiadania piłki została wprowadzona w celu upłynnienia gry. Przed rokiem 2004 w każdej sytuacji rzutu sędziowskiego odbywał się (jak sama nazwa wskazuje) rzut sędziowski w najbliższym kole na boisku. Jeżeli nie było możliwe stwierdzenie, które koło znajduje się najbliżej miejsca zajścia sytuacji rzutu sędziowskiego, rzut sędziowski należało wykonać w kole środkowym. W kole środkowym odbywał się również rzut sędziowski na rozpoczęcie każdej kwarty meczu i dogrywki.
W roku 2004 wprowadzono wiele zmian w przepisach FIBA, w tym także zasadę naprzemiennego posiadania piłki. Nowe przepisy zostały zatwierdzone przez Międzynarodową Komisję FIBA 12 czerwca 2004 i weszły w życie 1 września 2004. Definicje i procedury naprzemiennego posiadania piłki znajdują się w artykule 12. Od sezonu 2004/2005 strzałka naprzemiennego posiadania piłki jest obowiązkowym wyposażeniem stolika sędziowskiego.
W roku 2010 został zmieniony wygląd boiska, przez co obecnie jedynym kołem na boisku jest koło środkowe i tylko w nim wykonywany może być rzut sędziowski.

## Zasady
- Drużyna, która nie weszła w posiadanie piłki po pierwszym rzucie sędziowskim, jako pierwsza otrzyma piłkę w sytuacji rzutu sędziowskiego[9].
- Drużyna mająca prawo do naprzemiennego posiadania piłki na koniec kwarty, rozpoczyna kolejną kwartę wyprowadzeniem jej z autu[10].
- Drużyny otrzymują piłkę do wprowadzania naprzemiennie[11]. To znaczy, że gdy w sytuacji rzutu sędziowskiego piłkę do wprowadzenia dostała drużyna A, to w kolejnej sytuacji rzutu sędziowskiego piłkę do wprowadzenia otrzyma drużyna B.
- Naprzemienne posiadanie piłki:
  - rozpoczyna się, gdy piłkę otrzyma zawodnik wprowadzający ją z autu
  - kończy się, gdy piłki dotyka zawodnik na boisku, piłka utknie na koszu lub drużyna ją wprowadzająca popełni błąd[12].

## Strzałka naprzemiennego posiadania
Wskazywaniu drużyny posiadającej prawo do kolejnego wprowadzenia piłki w ramach naprzemiennego posiadania piłki służy "strzałka naprzemiennego posiadania" umieszczona w widocznym miejscu na stoliku sędziowskim. Strzałka wskazuje kosz drużyny przeciwnej do tej, która posiada aktualnie prawo do posiadania piłki w ramach ww. zasady. Obracać strzałkę naprzemiennego posiadania może tylko sekretarz, w momencie zakończenia sytuacji rzutu sędziowskiego oraz tuż po zakończeniu I połowy meczu.
Dawniej często spotykane były strzałki drewniane. Obecnie stosuje się głównie strzałki elektryczne. Włączona strzałka powinna świecić się na kolor jasnoczerwony, wskazując odpowiedni kierunek naprzemiennego posiadania piłki.
Przełącznik, którym obsługiwana jest strzałka, powinien posiadać trzy możliwe ustawienia:
- świeci się grot strzałki skierowany w lewo
- świeci się grot strzałki skierowany w prawo
- strzałka nie świeci się - nie wskazuje żadnego kierunku (pozycja neutralna)[15].

Obsługą urządzenia zajmuje się sekretarz.
Strzałka wskazuje drużynę, która posiada aktualnie prawo do kolejnego wprowadzenia piłki w ramach ww. zasady. Przestawienie kierunku strzałki odbywa się w momencie zakończenia sytuacji rzutu sędziowskiego oraz tuż po zakończeniu pierwszej połowy meczu.

## Sytuacje rzutu sędziowskiego
Sytuacja rzutu sędziowskiego następuje, gdy:
- obie drużyny popełnią błąd podczas ostatniego rzutu wolnego
- sędziowie mają wątpliwości, która drużyna jako ostatnia dotknęła piłki, w sytuacji wybicia jej na aut
- piłka jest przetrzymana
- piłka utknie na koszu
- żadna z drużyn nie ma prawa do posiadania piłki, gdy piłka staje się martwa
- w wyniku sytuacji specjalnej po skasowaniu kar, gdy przed popełnieniem pierwszego naruszenia przepisów żadna z drużyn nie posiadała piłki ani nie miała prawa do jej posiadania
- rozpoczyna się kolejna kwarta (oprócz pierwszej)[18].

## Wyjątek
Istnieje jednak wyjątek w którym nie jest możliwe zastosowanie zasady naprzemiennego posiadania piłki w sytuacji rzutu sędziowskiego. Zachodzi on w momencie, gdy podczas rzutu sędziowskiego na rozpoczęcie I kwarty meczu, po zbiciu piłki, żadna z drużyn nie wchodzi w posiadanie żywej piłki ze względu na ogłoszony faul obustronny lub przetrzymanie piłki między zawodnikami z przeciwnych drużyn. W tych sytuacjach wykonywany jest dodatkowy rzut sędziowski w kole środkowym między zawodnikami którzy przetrzymali piłkę lub mieli faul obustronny.